# 58-я стрелковая бригада
58-я стрелковая Краснознамённая бригада — воинское соединение Вооружённых Сил СССР в Великой Отечественной войне.

## История
Формировалась на основании Приказа о НКО СССР от 14.10.1941 «О сформировании 50 отдельных стрелковых бригад» с 22 октября 1941 года в городе Абдулино Чкаловской области, в составе трёх отдельных стрелковых батальона, батальона связи, миномётной батареи, артдивизиона 76-мм пушек, артдивизиона 45-мм пушек, миномётного дивизиона 120-мм миномётов, отдельной роты ПТР, отдельной сапёрной роты, отдельной разведроты, отдельной автоматной роты, отдельного медсанбата, взвода ПВО, комендантского взвода, взвода особого отдела.
В действующей армии — с 18 декабря 1941 по 24 февраля 1944 года.
В последние дни декабря 1941 года сосредоточилась по рубежу реки Волхов. В ходе Любанской операции бригада 7 января 1942 года осуществила попытку наступления на полуторакилометровом участке от села Городок до Горелова, с задачей форсировать Волхов, прорвать оборону и выйти на участок железной дороги Мясной Бор — Любило Поле, но наступление захлебнулось.
13 января 1942 года наступала на левом фланге 327-й стрелковой дивизии, но, несмотря на поддержку тяжёлого 561-го пушечного артиллерийского полка, наступление бригады развивалось медленно. Форсировать Волхов бригаде удалось только ранним утром следующего дня, когда бригада вышла на западный берег реки в направлении деревни Ямно. Утром 15 января 1942 года бригада пошла в атаку на Ямно, но без успеха. 16 января 1942 года под началом командира бригады была создана оперативная группа в составе 58-й, 23-й и 53-й бригад, которым ставилась задача взять опорный пункт в Ямно. После взятия 20 января 1942 года в ожесточённых боях укреплённого узла в деревне Ямно бригада начала наступление на юг, окружая совхоз «Красный Ударник», который был взят 22 января 1942 года. Затем бригада проследовала к Любцам, на южном фланге горловины прорыва 2-й ударной армии, и 25 января 1942 года атаковала крупный опорный пункт, но безуспешно. 27 января 1942 года бригада изменила направление удара и начала наступление на Земтицы, чтобы зайти с тыла к опорному пункту Любцы, но тоже без особых успехов. 6 февраля 1942 года бригада сосредоточилась на северном фланге коридора южнее деревни Ольховка и севернее деревни Новая Кересть, где вела бои до середины марта 1942 года.
Со 2 апреля 1942 года вместе с 376-й стрелковой дивизией участвует в наступлении, целью которого было взятие Земтиц с северо-востока и развитие удара на Вешки. Несмотря на небольшие вклинения в оборону противника, сделанные в ночных атаках, наступление развития не получило и 7 апреля 1942 года бригада ввиду слабых наступательных возможностей атаки прекратила, сдав позиции 376-й стрелковой дивизии, а затем и совсем была выведена из кольца.
В середине апреля бригада вновь вступила в бои, в составе 59-й армии уже извне, вместе с 7-й гвардейской танковой бригадой пытаясь срезать вклинение вражеских войск от Спасской Полисти на север, действует в районе Михалево на шоссе Новгород — Чудово севернее Спасской Полисти. При этом на некоторое время бригаде удалось соединиться с частями 4-й гвардейской стрелковой дивизии, наступавшей изнутри, но 22—24 апреля 1942 года противник ликвидировал коридор и бригада перешла к обороне, а вскоре отведена в резерв, для формирования 6-го гвардейского стрелкового корпуса
С 30 мая 1942 года, когда кольцо окружения 2-й ударной замкнулось, бригада вновь брошена в бой, пытаясь разорвать кольцо извне, по 20 июня 1942 года теряет 739 человек.
В июле 1942 года передана в 4-ю армию и направлена в район севернее Киришей, где до 1943 года противостоит войскам противника, расположенным на Киришском плацдарме. На 1 января 1943 года в бригаде насчитывалось 5463 человек личного состава. В феврале 1943 года бригада была передана в 54-ю армию, в составе которой принимала участие в Красноборско-Смердынской операции. Введена в бой вторым эшелоном 14 февраля 1943 года вновь с 7-й гвардейской танковой бригадой. Оба соединения были объединены в подвижную группу. 16 февраля 1943 года группе удалось вклиниться в оборону противника и перехватить дорогу, идущую от Макарьевской Пустыни на Вериговщину. Однако войска противника нанесли контрудар с флангов и отрезали большую часть группы от своих. В ночь с 20 на 21 февраля 1943 окружённые подразделения, объединённые под общим командованием командира 58-й бригады, с огромными потерями сумели пробились к своим: из окружения вышло чуть более 100 человек. После боёв бригада была отведена на отдых и пополнение, и затем 10—11 марта 1943 года бригада сменила части 265-й стрелковой дивизии и заняла оборону в районе Гайтолово — Тортолово — Мишкино, где ведёт оборону (в том числе прикрывая правый фланг 8-й армии в ходе Мгинско-Шапкинской операции) до 2 августа 1943 года.
2 августа 1943 года из резерва введена в бой вместе с 372-й стрелковой дивизией в ходе Мгинской операции с задачей овладеть деревней Тортолово, сумела занять окраину деревни, но контратакой отброшена назад и вернулась на исходные. 17 сентября 1943 года бригада сдала позиции 372-й стрелковой дивизии и отведена во второй эшелон армии.
Перед началом Новгородско-Лужской операции бригаде была поставлена задача форсировать Ильмень по льду и в этих целях бригада готовилась в тылу на удалении от озера и сосредоточилась на берегу лишь за сутки до наступления. Совершив марш-бросок по льду Мсты, бригада, вместе с 229-м стрелковым полком 225-й стрелковой дивизии, 34-м и 44-м аэросанными батальонами к 17:00 13 января 1944 года сосредоточились на восточном берегу озера на линии устьев рек Большая Гнилка и Перерва и в 4 утра 14 января 1944 года начали скрытное продвижение по льду озера. В 6 утра бригада перешла в атаку, ворвавшись на западный берег озера и освободив деревни Троица, Береговые Морины, Здринога, Новое Раково. Немецкие войска перешли в контратаку, но в результате тяжёлых боёв к исходу 14 января 1944 года был захвачен плацдарм шириной в 5 километров, глубиной до 4 километров, а противник был оттеснён к реке Веряжа. 15 января 1944 года войска группы перерезали дорогу Новгород — Шимск, где завязались тяжелейшие бои, но бригада сумела выстоять и 19—20 января 1944 года соединилась с войсками 6-го стрелкового корпуса, наступавшего с севера на Новгород, в районе Люболяд, Горынева, Новой Мельницы, таким образом создав кольцо окружения, и начали наступление на Новгород. За бои под Новгородом бригада была награждена Орденом Красного Знамени.
24 февраля 1944 года бригада была расформирована.

## Подчинение
| Дата            | Фронт (округ)                                              | Армия             | Корпус                            | Примечания |
| --------------- | ---------------------------------------------------------- | ----------------- | --------------------------------- | ---------- |
| 01.11.1941 года | Приволжский военный округ                                  | -                 | -                                 | -          |
| 01.12.1941 года | Приволжский военный округ                                  | -                 | -                                 | -          |
| 01.01.1942 года | Волховский фронт                                           | 2-я ударная армия | -                                 | -          |
| 01.02.1942 года | Волховский фронт                                           | 2-я ударная армия | -                                 | -          |
| 01.03.1942 года | Волховский фронт                                           | 2-я ударная армия | -                                 | -          |
| 01.04.1942 года | Волховский фронт                                           | 2-я ударная армия | -                                 | -          |
| 01.05.1942 года | Ленинградский фронт (Группа войск Волховского направления) | 59-я армия        | -                                 | -          |
| 01.06.1942 года | Ленинградский фронт (Волховская группа войск)              | -                 | 6-й гвардейский стрелковый корпус | -          |
| 01.07.1942 года | Волховский фронт                                           | -                 | 6-й гвардейский стрелковый корпус | -          |
| 01.08.1942 года | Волховский фронт                                           | 4-я армия         | -                                 | -          |
| 01.09.1942 года | Волховский фронт                                           | 4-я армия         | -                                 | -          |
| 01.10.1942 года | Волховский фронт                                           | 4-я армия         | -                                 | -          |
| 01.11.1942 года | Волховский фронт                                           | 4-я армия         | -                                 | -          |
| 01.12.1942 года | Волховский фронт                                           | 4-я армия         | -                                 | -          |
| 01.01.1943 года | Волховский фронт                                           | 4-я армия         | -                                 | -          |
| 01.02.1943 года | Волховский фронт                                           | 4-я армия         | -                                 | -          |
| 01.03.1943 года | Волховский фронт                                           | 8-я армия         | -                                 | -          |
| 01.04.1943 года | Волховский фронт                                           | 8-я армия         | -                                 | -          |
| 01.05.1943 года | Волховский фронт                                           | 8-я армия         | -                                 | -          |
| 01.06.1943 года | Волховский фронт                                           | 8-я армия         | -                                 | -          |
| 01.06.1943 года | Волховский фронт                                           | 8-я армия         | -                                 | -          |
| 01.07.1943 года | Волховский фронт                                           | 8-я армия         | -                                 | -          |
| 01.08.1943 года | Волховский фронт                                           | 8-я армия         | -                                 | -          |
| 01.09.1943 года | Волховский фронт                                           | 8-я армия         | -                                 | -          |
| 01.10.1943 года | Волховский фронт                                           | 8-я армия         | -                                 | -          |
| 01.11.1943 года | Волховский фронт                                           | 59-я армия        | -                                 | -          |
| 01.12.1943 года | Волховский фронт                                           | 59-я армия        | -                                 | -          |
| 01.01.1944 года | Волховский фронт                                           | -                 | -                                 | -          |
| 01.02.1944 года | Волховский фронт                                           | 8-я армия         | -                                 | -          |

## Командиры
- Жильцов, Фаддей Михайлович (до 22.04.1942), полковник
- Морозов, Василий Иванович (с 08.05.1942)
- Гусак, Николай Потапович (04.07.1942 — 17.07.1942)
- Горохов, Александр Александрович (15.07.1942 — 20.09.1942)
- Юношев, Александр Георгиевич (13.09.1942 — 09.03.1943(?)), полковник, пропал без вести 21.02.1943
- Самсонов, Василий Акимович (с 18.01.1943)
- Себов, Николай Антонович (28.02.1943 — 16.05.1944)